# Niall Quinn
Niall William Quinn (Dublín, Irlanda, 6 de octubre de 1966) es un exfutbolista irlandés que jugaba de delantero. Fue internacional con la selección de fútbol de su país en la que es el segundo máximo goleador histórico.

## Trayectoria

### Arsenal
Jugó en su juventud para el club irlandés Manortown United y luego para el Lourdes Celtic en Crumlin. Después de una prueba fallida en Fulham, firmó formularios profesionales con el club inglés Arsenal en 1983. Fue fichado como delantero centro, pero también tuvo un breve paso como mediocampista del tercer equipo del Arsenal. Después de anotar 18 goles en 18 partidos de la reserva en la primera mitad de la temporada 1985-86, Quinn fue incluido en el equipo del primer equipo para un partido contra el Liverpool. Quinn anotó en el partido en la victoria por 2-0. Quinn anotó en el partido en una victoria por 2-0. Hizo otras 11 apariciones en la liga con el Arsenal esa temporada, pero no pudo anotar ya que terminaron séptimos en la liga. El final de la temporada trajo a Quinn su primera convocatoria a la selección Irlanda.
Quinn se encontró jugando con un nuevo entrenador para la temporada siguiente, ya que George Graham fue designado en lugar de Don Howe. Quinn tuvo un lugar fijo en el equipo esa temporada, apareciendo en 35 partidos de liga y anotando ocho goles. También ganó la Copa de la Liga en un triunfó 2-1 sobre el Liverpool. Sin embargo, después de que el Arsenal fichó a Alan Smith, en la temporada de cierre de 1987, Quinn luchó por ingresar al equipo. Durante las siguientes tres temporadas logró un total de solo 20 apariciones en la liga y cinco goles; sus tres apariciones en 1988-89 no fueron suficientes para ganar título. La falta de oportunidades lo llevó a presentar una solicitud de transferencia por escrito al comienzo de la temporada 1989-90. En total marcó 20 goles en 93 partidos con el Arsenal, de los cuales 81 fueron titular.

### Manchester City
El técnico del Manchester City, Howard Kendall, fichó a Quinn por 800.000 libras esterlinas en marzo de 1990, poco antes de la fecha límite de transferencia.[20] Marcó su debut con un gol, en el empate 1-1 contra el Chelsea en Maine Road. Anotó 22 veces en su primera temporada completa y pasó seis años en el club, anotando 76 goles en 240 apariciones; su tiempo en el City se vio obstaculizado por una lesión en el ligamento cruzado en la temporada 1993-1994. Aunque regresó al equipo la temporada siguiente, solo logró ocho goles en 35 juegos.
Su partido más notable para el City fue el 20 de abril de 1991 cuando anotó temprano y detuvo un penalti cuando el City venció al Derby County 2-1, relegando al Derby en el proceso. El portero del City, Tony Coton, había sido expulsado antes del descanso por cometer una falta a Dean Saunders para conceder el penalti. En ese momento, los equipos rara vez nombraban a los porteros como sustitutos, por lo que Quinn reemplazó a Coton en la portería. Otros juegos notables incluyeron el derbi de Manchester el 7 de noviembre de 1993, en el que anotó dos veces en la primera mitad para poner al City 2-0 contra el United en el medio tiempo, aunque una notable remontada del United hizo que el City perdiera 3-2.
En la temporada de cierre de 1993, Everton hizo una oferta para fichar a Quinn y se hizo una oferta adicional a principios de la temporada 1993-94, pero ambas ofertas fueron rechazadas y Quinn permaneció en Maine Road durante tres temporadas más. Una lesión en el ligamento cruzado sufrida en un partido contra el Sheffield en noviembre de 1993 hizo que Quinn se perdiera la mayor parte de la temporada 1993-94 y le impidió jugar en la Copa del Mundo de 1994. Regresó al comienzo de la temporada 1994-1995, pero la asociación forjada por Uwe Rösler y Paul Walsh en su ausencia hizo que no siempre fuera titular. En un intento por reducir la masa salarial, el Manchester City intentó vender a Quinn en la temporada de cierre de 1995, pero una propuesta de traslado al club Sporting de Lisboa fracasó después de que no se acordaron los términos contractuales.
Logró un total de 193 apariciones en la liga en más de seis años en Maine Road y anotó un total de 66 goles para ellos.

### Sunderland
Quinn terminó su carrera con un período de gran éxito en el Sunderland, uniéndose al club del noreste en agosto de 1996 por un récord del club de 1,3 millones de libras esterlinas, aunque se perdió seis meses de su primera temporada debido a una lesión en la rodilla, similar a la que arruinó sus posibilidades en la Copa del Mundo tres años antes. Antes de su lesión, había tenido un buen comienzo, anotando dos veces en su debut en una victoria por 4-1 ante el Nottingham Forest. En su ausencia de septiembre a marzo, Sunderland tuvo problemas y, aunque volvió a la acción al final de la temporada, descendió.
Su asociación con el delantero Kevin Phillips, firmada en la temporada cerrada de 1997, fue una de las más prolíficas en la Football League a fines de la década de 1990 y principios de la de 2000 (194 goles combinados para ambos jugadores en todas las competiciones desde 1997-98 hasta 2002-03). ) y ayudó al club a recuperar el ascenso a la Premier para la temporada 1999-2000. En marzo de 1999, Quinn tuvo que volver a jugar de portero, esta vez sustituyendo al lesionado Thomas Sørensen en un partido contra el Bradford City. En circunstancias similares a cuando jugaba para el Manchester City contra el Derby County en 1991, Quinn anotó y luego entró en la portería, y mantuvo la portería a cero para ayudar a su equipo a ganar. También tiene la distinción de ser el primer jugador en anotar en el Stadium of Light de Sunderland, contra el Manchester City en 1997. Se convirtió en una leyenda local en Sunderland, ganando los premios Sunderland y North East Sportswriters' Player of the Year en 1999 después de anotar 21 goles en la temporada récord del Sunderland en la que ganó el título de la División Uno. Su última aparición con el Sunderland se produjo el 19 de octubre de 2002 contra el West Ham.
En una carrera liguera de 17 años, jugó un total de 475 veces en la Premier y la Football League, anotando 141 goles.

## Selección nacional
Quinn jugó en las eliminatorias para el Campeonato Europeo Sub-18 1986 e hizo su debut internacional irlandés en la categoría sub-17 contra Irlanda del Norte en Seaview en una victoria amistosa por 6-1 en enero de 1985, el primer partido entre los dos naciones Quinn anotó un triplete al igual que Eamonn Dolan. Sin embargo, el Arsenal rechazó el permiso para que Quinn viajara a la Copa Mundial de Fútbol Juvenil de 1985.
Quinn hizo su debut absoluto como suplente contra la nación anfitriona en el Torneo Triangular de Islandia 1986. Quinn jugó para su país en dos Copas del Mundo, en 1990 y 2002; se perdió la Copa del Mundo del 1994 debido a una lesión. Quinn también fue miembro del equipo irlandés que participó en la Eurocopa 1988 jugando solo una vez, entrando como suplente en la victoria sobre Inglaterra en Stuttgart.
Quinn anotó el empate contra Holanda en la Copa del Mundo de 1990, lo que permitió que su selección avanzara a los octavos de final. En las eliminatorias para la Copa del Mundo de 2002, marcó contra Chipre en su cumpleaños número 35 para convertirse en el máximo goleador de su selección, entonces en manos de Frank Stapleton. En el mundial, su cabezazo asistió al empate tardío de Robbie Keane contra Alemania, que fue el único gol que Alemania concedió antes de la final. En los octavos de final, iban perdiendo ante España por 1-0, pero una falta a Quinn provocó el penalti en el último minuto, transformado por Robbie Keane, que empató el partido y alargo la prórroga, sin embargo perdieron 3-2 en la tanda de penaltis.
Después del mundial, anunció su retiro , acumulando 91 partidos internacionales. En ese momento, era el máximo goleador de todos los tiempos de su país con 21 goles; este récord fue superado más tarde por Robbie Keane en octubre de 2004.

### Participaciones en Copas del Mundo
| Mundial                  | Sede                     | Resultado                | Partidos | Goles | Asist. |
| ------------------------ | ------------------------ | ------------------------ | -------- | ----- | ------ |
| Copa Mundial 1990        | Italia                   | Cuartos de final         | 4        | 1     | 0      |
| Copa Mundial 2002        | Corea del Sur - Japón    | Octavos de final         | 3        | 0     | 2      |
| Total en Copas del Mundo | Total en Copas del Mundo | Total en Copas del Mundo | 7        | 1     | 2      |

### Participaciones en Eurocopas
| Mundial       | Sede     | Resultado    | Partidos | Goles |
| ------------- | -------- | ------------ | -------- | ----- |
| Eurocopa 1988 | Alemania | Primera fase | 1        | 0     |

## Estadísticas

### Clubes
| Club                       | Div.          | Temporada     | Liga  | Liga  | Copa  | Copa  | Total | Total | Prom. |
| Club                       | Div.          | Temporada     | Part. | Goles | Part. | Goles | Part. | Goles | Prom. |
| -------------------------- | ------------- | ------------- | ----- | ----- | ----- | ----- | ----- | ----- | ----- |
| Arsenal FC Inglaterra      | 1.ª           | 1985-86       | 12    | 1     | 5     | 0     | 17    | 1     | 0,06  |
| Arsenal FC Inglaterra      | 1.ª           | 1986-87       | 35    | 8     | 13    | 4     | 48    | 12    | 0,25  |
| Arsenal FC Inglaterra      | 1.ª           | 1987-88       | 11    | 2     | 5     | 0     | 16    | 2     | 0,13  |
| Arsenal FC Inglaterra      | 1.ª           | 1988-89       | 3     | 1     | 0     | 0     | 3     | 1     | 0,33  |
| Arsenal FC Inglaterra      | 1.ª           | 1989          | 6     | 2     | 3     | 2     | 9     | 4     | 0,44  |
| Arsenal FC Inglaterra      | Total club    | Total club    | 67    | 14    | 26    | 6     | 93    | 20    | 0,22  |
| Manchester City Inglaterra | 1.ª           | 1990          | 9     | 4     | 0     | 0     | 9     | 4     | 0,44  |
| Manchester City Inglaterra | 1.ª           | 1990-91       | 38    | 20    | 5     | 1     | 43    | 21    | 0,49  |
| Manchester City Inglaterra | 1.ª           | 1991-92       | 35    | 12    | 4     | 2     | 39    | 14    | 0,36  |
| Manchester City Inglaterra | 1.ª           | 1992-93       | 39    | 9     | 8     | 1     | 47    | 10    | 0,22  |
| Manchester City Inglaterra | 1.ª           | 1993-94       | 15    | 5     | 3     | 1     | 18    | 6     | 0,33  |
| Manchester City Inglaterra | 1.ª           | 1994-95       | 35    | 8     | 10    | 2     | 45    | 10    | 0,22  |
| Manchester City Inglaterra | 1.ª           | 1995-96       | 32    | 8     | 7     | 3     | 39    | 11    | 0,28  |
| Manchester City Inglaterra | Total club    | Total club    | 193   | 66    | 37    | 10    | 240   | 76    | 0,32  |
| Sunderland AFC Inglaterra  | 1.ª           | 1996-97       | 12    | 2     | 1     | 1     | 13    | 3     | 0,23  |
| Sunderland AFC Inglaterra  | 2.ª           | 1997-98       | 35    | 14    | 2     | 1     | 37    | 15    | 0,41  |
| Sunderland AFC Inglaterra  | 2.ª           | 1998-99       | 39    | 18    | 7     | 3     | 46    | 21    | 0,46  |
| Sunderland AFC Inglaterra  | 1.ª           | 1999-00       | 37    | 14    | 1     | 0     | 38    | 14    | 0,37  |
| Sunderland AFC Inglaterra  | 1.ª           | 2000-01       | 34    | 7     | 3     | 1     | 37    | 8     | 0,22  |
| Sunderland AFC Inglaterra  | 1.ª           | 2001-02       | 38    | 6     | 1     | 0     | 39    | 6     | 0,15  |
| Sunderland AFC Inglaterra  | 1.ª           | 2002          | 8     | 0     | 0     | 0     | 8     | 0     | 0,00  |
| Sunderland AFC Inglaterra  | Total club    | Total club    | 203   | 61    | 15    | 6     | 218   | 67    | 0,31  |
| Total carrera              | Total carrera | Total carrera | 473   | 141   | 78    | 22    | 551   | 163   | 0,30  |

## Palmarés

### Campeonatos nacionales
| Título                       | Club       | País       | Año     |
| ---------------------------- | ---------- | ---------- | ------- |
| Copa de la Liga              | Arsenal    | Inglaterra | 1986-87 |
| Football League Championship | Sunderland | Inglaterra | 1998-99 |